# منطقة مشراغة
منطقة مشراغة (بالإنجليزية: Moshrageh District)‏ (بالفارسية:  بخش مشراگه) هي منطقة في مقاطعة خلف أباد، محافظة خوزستان، إيران. في إحصاء سكان 2006، بلغ تعداد سكانها 13,216، في 2,766 عائلة. والمنطقة ليس لها مدن. وفيها قسمان ريفيتان: قسم أزاده الريفي وقسم مشراغة الريفي.